# Ironus longicaudatus
Ironus longicaudatus är en rundmaskart som beskrevs av De Man 1884. Ironus longicaudatus ingår i släktet Ironus och familjen Ironidae. Inga underarter finns listade i Catalogue of Life.